# 해럴드 이니스

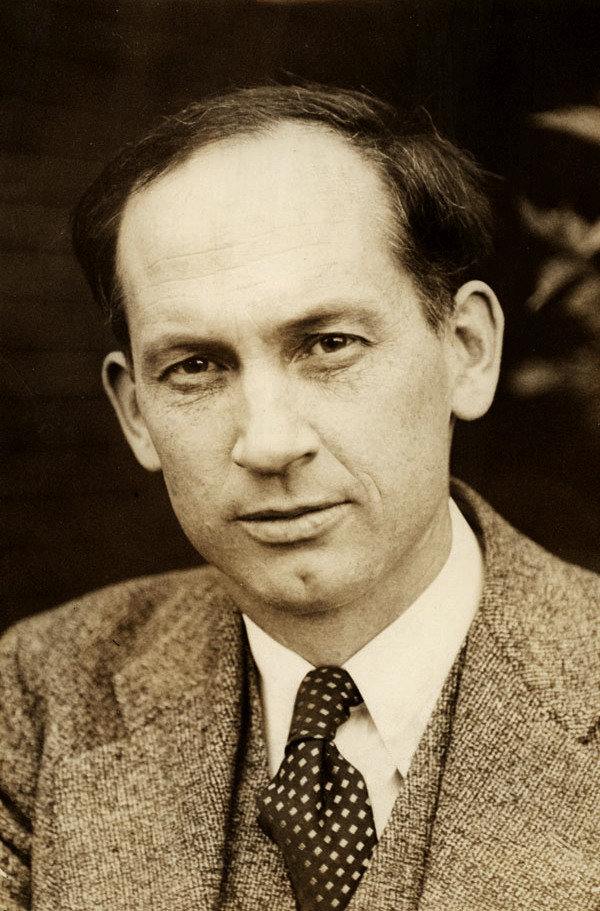

해럴드 애덤스 이니스(Harold Adams Innis, 1894년 ~ 1952년)는 캐나다의 토론토 대학교 정치경제학 교수이자 미디어, 커뮤니케이션 이론, 캐나다 경제사에 관한 여러 중대 작품들의 저자이다.

## 생애
해럴드 이니스는 1894년 캐나다 온타리오 주의 농가에서 태어났다. 그는 캐나다 맥매스터 대학에서 수학했으며, 시카고 대학에서 경제학 박사학위를 받고 토론토 대학 정치경제학부 교수가 되었다. 그의 초기 연구는 캐나다 문화와 경제가 모피, 어류, 목재, 밀, 광물, 연료 같은 원자재의 개발과 수출입에 의해 형성되었다는 주장이었다.
정치경제사를 전공한 그가 커뮤니케이션 분야에 관심을 갖게 된 것은 토론토 대학 동료 매클루언과의 만남을 통해서였다. 그 후 이니스는 커뮤니케이션 미디어가 사회 형성에 미치는 영향에 대해 연구했고, 그 연구 성과는 잇달아 나온 ≪제국과 커뮤니케이션(Empire and Communications)≫, ≪커뮤니케이션 편향(The Bias of Communication)≫ 두 권의 주저로 집약되었다.
이니스는 캐나다인으로서의 관점이 분명한 사회과학의 기초를 놓았다. 그는 대학들이 캐나다와는 역사와 문화가 다른 영국이나 미국에서 교육받은 교수들에게 계속 의존하지 않도록 캐나다 학자들 중심의 학회와 재단을 설립했다. 특히 그는 대학이 정치적․경제적 압력에 휘둘리지 않도록 하는 데 힘썼다. 그는 비판적 사고의 중심으로서 ‘독립적인’ 대학이 권력 지향적이고 광고 의존적인 미디어에 의해 훼손된 서구 문명의 존립에 필수적이라고 믿었다. 그는 1952년 암으로 사망했다.

## 주요 논문 및 저서
- ≪A History of the Canadian Pacific Railway≫(1923)
- ≪The Fur Trade in Canada: An Introduction to Canadian Economic History≫(1930)
- ≪The Cod Fisheries: The History of an International Economy≫(1940)
- ≪Political Economy in the Modern State≫(1946)
- ≪제국과 커뮤니케이션 Empire and Communications≫(1950)
- ≪커뮤니케이션 편향 The Bias of Communication(1951), Changing Concepts of Time≫(1952)

## 같이 보기
- 커뮤니케이션의 역사
- 기술의 역사